# 48268 Comitini
48268 Comitini è un asteroide della fascia principale. Scoperto nel 2002, presenta un'orbita caratterizzata da un semiasse maggiore pari a 2,651007 UA e da un'eccentricità di 0,191988, inclinata di 14,317914° rispetto all'eclittica. Ha un periodo di rotazione di 4,250546 ore.
Fa parte della famiglia di asteroidi Eunomia.
Il nome ricorda il comune siciliano di Comitini.